# Yoshimi Kondō
Yoshimi Kondō (japanisch 近藤 芳美, Kondō Yoshimi; * 5. Mai 1913 in Korea; † 21. Juni 2006 in Tokio, Japan) war ein japanischer Dichter.

## Leben und Wirken
Yoshimi Kondō machte seinen Studienabschluss am Tōkyō Institute of Technology. 1932 schloss er sich einer Reihe von Dichtern an, die das Magazin „Araragi“ herausgaben. Mit der Veröffentlichung der zwei Gedichtsammlungen „Sōshunka“ (早春歌) – „“ und „Hokori fuku machi“ (埃吹く街) – „Staubverwehte Straßen“ 1948 wurde er einer wichtigsten japanischen Dichter der Nachkriegszeit. Seine Verse veröffentlichte er in Kurzgedichten der über 1.300 Jahre alten reimlosen Gedichtform Tanka. Kondō war zudem Präsident des Verbandes der Tanka-Dichter, der Mirai Tankakai.
Ein weiteres Werk ist „Kurohyō“ (黒豹) – „Schwarzer Panther“ 1968.